# Chilasa paradoxa
Chilasa paradoxa är en fjärilsart som först beskrevs av Johann Leopold Theodor Friedrich Zincken 1831.  Chilasa paradoxa ingår i släktet Chilasa och familjen riddarfjärilar. Inga underarter finns listade i Catalogue of Life.